# Chironius
Chironius – rodzaj węży z podrodziny Colubrinae w rodzinie połozowatych (Colubridae).

## Zasięg występowania
Rodzaj obejmuje gatunki występujące w Hondurasie, Salwadorze, Nikaragui, Kostaryce, Panamie, na Saint Vincent, Trynidadzie, w Kolumbii, Peru, Ekwadorze, Wenezueli, Gujanie, Surinamie, Gujanie Francuskiej, Brazylii, Boliwii, Paragwaju, Urugwaju i Argentynie.

## Systematyka

### Etymologia
- Chironius: w mitologii greckiej Chiron (gr. Χείρων Cheírōn, łac. Chiron), był najmądrzejszym i najbardziej cywilizowanym z centaurów[11].
- Erpetodryas (Herpetodrys, Herpetodryas): gr. ἑρπετον herpeton „gad”[12]; δρυας druas, δρυαδος druados „driady, nimfy drzewne”, od δρυς drus, δρυος druos „dąb”[13]. Gatunek typowy: Coluber carinatus Linnaeus, 1758.
- Macrops: gr. μακρος makros „długi”; ωψ ōps, ωπος ōpos „wygląd”[5]. Gatunek typowy: Coluber saturninus Linnaeus, 1758 (= Coluber fuscus Linnaeus, 1758).
- Hylophis: gr. ὑλη hulē „teren lesisty, las”[14]; οφις ophis, οφεως opheōs „wąż”[15]. Gatunek typowy: Coluber laevicollis Wied-Neuwied, 1824.
- Phyllosira: gr. φυλλον phullon „liść”[16]; σειρα seira „ogon węża”[17]. Gatunek typowy: Phyllosira flavescens Cope, 1862 (= Erpetodryas quadricarinatus Boie, 1827).

### Podział systematyczny
Do rodzaju należą następujące gatunki: 

- Chironius bicarinatus (Wied-Neuwied, 1820)
- Chironius brazili Hamdan & Fernandes, 2015
- Chironius carinatus (Linnaeus, 1758)
- Chironius challenger Kok, 2010
- Chironius cochranae Hoge & Romano, 1969
- Chironius diamantina Fernandes & Hamdan, 2014
- Chironius dixoni Wiest, 1978
- Chironius dracomaris Sudré, Andrade-Junior, Folly, Azevedo, Ávila, Curcio, Sales Nunes & Passos, 2024
- Chironius exoletus (Linnaeus, 1758)
- Chironius flavolineatus (Boettger, 1885)
- Chironius flavopictus (F. Werner, 1909)
- Chironius foveatus Bailey, 1955
- Chironius fuscus (Linnaeus, 1758)
- Chironius gouveai Entiauspe-Neto, Lúcio-Lyra, Koch, Marques-Quintela, Diesel-Abegg, & Loebmann, 2020
- Chironius grandisquamis (W. Peters, 1869)
- Chironius laevicollis (Wied-Neuwied, 1824)
- Chironius leucometapus Dixon, Wiest & Cei(inne języki), 1993
- Chironius maculoventris Dixon, Wiest & Cei, 1993
- Chironius monticola Roze, 1952 – sipo górski[18]
- Chironius multiventris Schmidt & Walker, 1943
- Chironius nigelnoriegai Jadin, Jowers, Blair, Ludwig, Salgado-Irazabal & Murphy, 2024
- Chironius quadricarinatus (F. Boie, 1827)
- Chironius scurrula (Wagler, 1824)
- Chironius septentrionalis Dixon, Wiest & Cei, 1993
- Chironius spixii (Hallowell, 1845)
- Chironius vincenti (Boulenger, 1891)
- Chironius whipala Quinteros-Muñoz, Gómez-Murillo, Camacho-Badani, Aguayo, Carpio-Real, Pérez, Marca, Gonzales & Torres-Carvajal, 2024